# Бильге, Назми
Назми Бильге (тур. Nazmi Bilge; 10 октября 1934 — 8 августа 2013) — турецкий футболист и тренер. Большую часть своей карьеры он провёл в «Бешикташе», где был капитаном и добился наибольших успехов.

## Биография
Назми Бильге родился 10 октября 1934 года в Трабзоне, здесь же окончил среднюю школу и начал заниматься футболом. В 1954 году он стал игроком «Бешикташа» при поддержке президента Турецкой футбольной федерации Хасана Полата.
За «Бешикташ» он забил в общей сложности 158 голов во всех соревнованиях, включая Стамбульскую футбольную лигу, Национальный дивизион Турции, Кубок Федерации Турции (выиграл оба розыгрыша турнира) и Суперлигу. Он был лучшим бомбардиром Кубка Федерации в сезоне 1956/57 и известен тем, что забил первый гол «Бешикташа» в Суперлиге — 21 февраля 1959 года поразил ворота «Алтай Измир» (победа 2:1). В том сезоне «Бешикташ» выиграл чемпионат. В 1962 году он перешёл в «Алтай», где провёл остаток карьеры.
Сыграл три матча за сборную Турции и отметился одним голом — в товарищеской игре с Португалией (победа 3:1). Другие два матча Бильге провёл в рамках Средиземноморского кубка против вторых сборных Италии и Франции.
После окончания карьеры Бильге работал в Турецкой футбольной федерации. В сезоне 1969/70 он тренировал «Карабюкспор», став первым тренером в истории клуба.
Назми Бильге скончался 8 августа 2013 года. Он был похоронен на кладбище Зинджирликую.

## Достижения
- Чемпионат Турции: 1959/60
- Кубок Федерации Турции: 1956/57, 1957/58
- Футболист года в Турции: 1958